# アイル・ビー・ゼア (ジャクソン5の曲)
「アイル・ビー・ゼア」(I'll Be There)は、ジャクソン5の楽曲。3枚目のスタジオ・アルバム『アイル・ビー・ゼア』から先行シングルとしてリリースされた。
Billboard Hot 100ではデビュー・シングル「帰ってほしいの」から4曲連続となる1位を獲得する快挙を達成した。

## マライア・キャリーのカバー
1992年にはマライア・キャリーによるカバー・シングルが発表された。

### 解説
マライアのカバー・ヴァージョンは同年の『MTVアンプラグド』の中で披露され、その模様を収録したライヴ・アルバム『MTVアンプラグド』から1枚目のシングルとして発売された。
マライアのバージョンもBillboard Hot 100で自身6曲目となる1位を記録するヒットとなり、チャートには20週留まった。

### 収録曲
1. アイル・ビー・ゼア - 4:24
2. ソー・ブレスド - 4:13

### チャート成績
| チャート（1992年）               | 最高順位 |
| -------------------------------- | -------- |
| アメリカ（Billboard Hot 100）    | 1        |
| イギリス（全英シングルチャート） | 2        |